# Solandra guttata
Solandra guttata är en potatisväxtart som beskrevs av David Don. Solandra guttata ingår i släktet Solandra och familjen potatisväxter. Inga underarter finns listade i Catalogue of Life.

## Bildgalleri

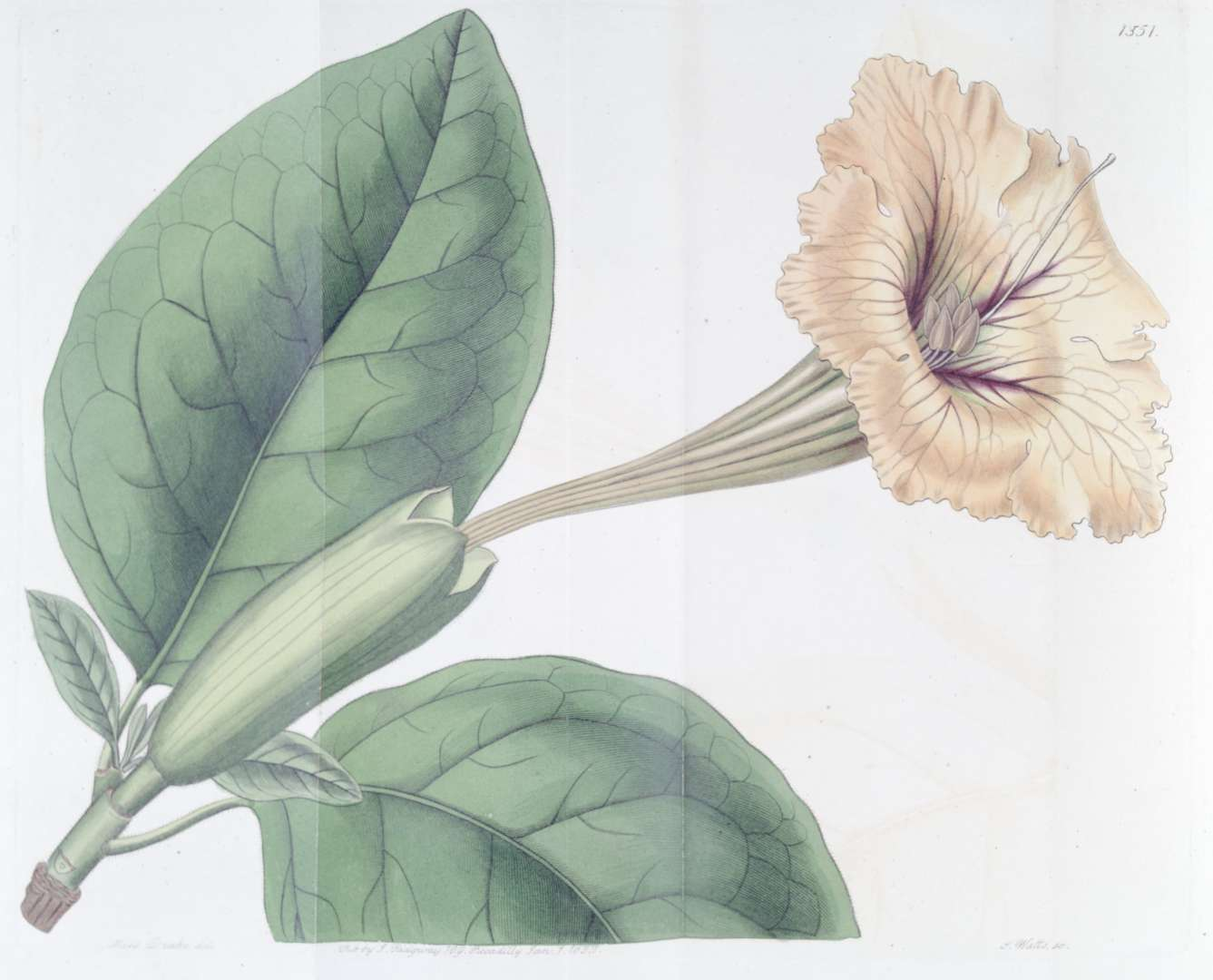